# 로쿠고 마사노부
로쿠고 마사노부(일본어: 六郷政信, 1635년 ~ 1685년 8월 20일)는 일본 에도 시대의 다이묘로, 데와노쿠니 혼조 번의 3대 번주이다. 어릴적 이름은 이오리(伊織)이며, 관위는 종5위하, 사도노카미이다.
간에이 12년(1635년), 혼조 번의 2대 번주 로쿠고 마사카쓰의 맏아들로 태어났다. 어머니는 교고쿠 다카토모의 딸이다. 엔포 4년(1676년) 6월 그믐날, 아버지가 은거함에 따라 번주직을 계승했다. 조쿄 2년(1685년) 7월 21일, 51세로 사망하였다. 맏아들 마사하루가 그 뒤를 이었다.
| 전임 로쿠고 마사카쓰 | 제3대 혼조 번 번주 1676년 ~ 1685년 | 후임 로쿠고 마사하루 |